# Tacaimbó
Tacaimbó là một đô thị thuộc bang Pernambuco, Brasil. Đô thị này có diện tích 210,94 km², dân số năm 2007 là 12093 người, mật độ 57,33 người/km².